# Nunataki Oskolochnye
Die Nunataki Oskolochnye (englische Transkription von russisch Нунатаки Осколочные Nunataki Oskolotschnyje, deutsch ‚Scherben-Nunatakker‘) sind eine Gruppe von Nunatakkern im ostantarktischen Mac-Robertson-Land. In der Athos Range der Prince Charles Mountains ragen sie rund 6 km nordnordöstlich der Moore Pyramid auf.
Russische Wissenschaftler benannten sie.